# Thetidia chlorophyllaria
Thetidia chlorophyllaria là một loài bướm đêm trong họ Geometridae.